# Midden-Brabant Poort Omloop
La Midden-Brabant Poort Omloop és una competició ciclista que es disputa anualment al poble de Gilze, al municipi de Gilze en Rijen als Països Baixos. Creada al 2011, des del 2017 forma part del calendari de l'UCI Europa Tour.

## Palmarès
| Any       | Vencedor            | Segon                | Tercer              |
| --------- | ------------------- | -------------------- | ------------------- |
| 2011      | Erik Jan Kooiman    | Harm Bronkhorst      | Peter Woestenberg   |
| 2012      | Erik Jan Kooiman    | Jorn Knops           | Thijs van Beusichem |
| 2013      | Sander Oostlander   | Nils van Kooij       | Timo Roosen         |
| 2014      | Tom Vermeer         | Rens te Stroet       | Marco Brus          |
| 2015      | Twan Brusselman     | Patrick van der Duin | Bram de Kort        |
| 2016      | Rens te Stroet      | Luuc Bugter          | Mitchell Mulhern    |
| 2017      | Jaap Kooijman       | Rory Townsend        | Alexander Krieger   |
| 2018      | Julius van den Berg | Harry Tanfield       | Rick van Breda      |
| 2019      | Arvid de Kleijn     | Alexander Krieger    | Yoeri Havik         |
| 2020-2021 | no disputada        | no disputada         | no disputada        |
| 2022      | Mārtiņš Pluto       | Hartthijs de Vries   | Reece Wood          |
| 2023      | Thimo Willems       | Stijn Appel          | Jeroen van Krimpen  |
| 2024      | Floris Van Tricht   | Casper van der Woude | Tijn Louwerensen    |
| 2025      | Timo de Jong        | Joran Wyseure        | Yanne Dorenbos      |